# 이 영화를 훔쳐라!
이 영화를 훔쳐라!(Steal This Movie!)는 2000년에 개봉한 미국의 영어 영화이다.
미국 출신의 청년국제당 활동가인 이피 활동가 애비 호프만과 아니타 호프만, 그리고 시카고 7인 등의 활동가적 삶과 관련한 실화를 기반으로 극화되어 제작되었다. 영화 제목은 애비 호프만의 유명한 저서인 이 책을 훔쳐라(Steal This Book)에서 유래하였다. 애비 역의 빈센트 도노프리오, 아니타 역의 저닌 거로펄로, 제리 루빈 역의 케빈 코리건 등이 출연하였다.

## 출연

### 주연
- 빈센트 도노프리오
- 재닌 가로팔로

### 조연
- 진 트리플혼
- 케빈 폴락
- 다널 로귀
- 케빈 코리건
- 앨런 밴 스프랑
- 트로이 가리티
- 잉그리드 베닌거
- 스티븐 마샬
- 파노우
- 진 데이글

## 기타
- 협력프로듀서: 브래드 고든
- 미술: 린다 델 로사리오
- 미술: 리처드 페리스
- 배역: 진 맥칼디

## 같이 보기
- 청년 국제당
- 애비 호프만
- 아니타 호프만
- 이 책을 훔쳐라